# Dioptopsis djordjevici
Dioptopsis djordjevici är en tvåvingeart som först beskrevs av Komarek 1932.  Dioptopsis djordjevici ingår i släktet Dioptopsis och familjen Blephariceridae. Inga underarter finns listade i Catalogue of Life.